# Jakob Vester
Jakob Vester Nielsen (* 28. Dezember 2004 in Viby) ist ein dänischer Fußballspieler. Er spielt bei Viborg FF. Des Weiteren ist er dänischer Nachwuchsnationalspieler.

## Karriere

### Verein
Jakob Vester spielte bei FS Holstebro und wechselte in der U17 zu Viborg FF. Am 31. August 2022 gab er im Alter von 17 Jahren beim 7:0-Auswärtssieg im dänischen Pokal gegen Viby IF sein Pflichtspieldebüt für die Profimannschaft. In der Schlussphase der Saison 2022/23 kam Vester zu zwei Einsätzen in der Superligaen.

### Nationalmannschaft
Jakob Vester stand im Kader der U19 Dänemarks, kam allerdings nicht zum Einsatz.